# Tosätter
Tosätter är en bebyggelse väster om Enånger och omkring Enångersån i Hudiksvalls kommun. SCB avgränsade från 2020 till 2023 bebyggelsen till en småort.